# Небила (Малопольське воєводство)
Небила (пол. Niebyła) — село в Польщі, у гміні Скала Краківського повіту Малопольського воєводства.
Населення — 267 осіб (2011).
У 1975-1998 роках село належало до Краківського воєводства.

## Демографія
Демографічна структура станом на 31 березня 2011 року:
|          | Загалом | Допрацездатний вік | Працездатний вік | Постпрацездатний вік |
| -------- | ------- | ------------------ | ---------------- | -------------------- |
| Чоловіки | 139     | 30                 | 92               | 17                   |
| Жінки    | 128     | 29                 | 70               | 29                   |
| Разом    | 267     | 59                 | 162              | 46                   |